# Absatzzentrale Kempen
Die Absatzzentrale Kempen GmbH (abgekürzt: AZ Kempen) ist ein Unternehmen im Fruchthandel und der Fruchtlogistik mit Sitz in Kempen am Niederrhein. Im Jahr 2019 betrug der Umsatz von AZ Kempen 758 Mio. EUR, wovon 738 Mio. auf die Warengruppe Obst und Gemüse entfielen. Es wurden 208 Mitarbeiter beschäftigt.
Das Unternehmen, welches genossenschaftliche Wurzeln hat, wird von circa 50 Erzeugern, die teilweise auch Gesellschafter sind, mit Frischware beliefert. Zudem werden an den internationalen Obst- und Gemüsemärkten Waren hinzugekauft, welche im Logistikzentrum in Kempen verpackt und kommissioniert werden. Die An- und Auslieferung erfolgt zu weiten Teilen mit einem eigenen Fuhrpark im Werkverkehr. Hauptkunde ist der Lebensmitteldiscounter Lidl.